# 王淳 (1965年)
王淳（1965年1月23日—），北京人，中国企业家，2006年至2020年任第一视频集团（香港上市公司）执行董事，营运总裁。硕士毕业于南开大学世界经济学。
1998年，王淳创建中国华天超市网，2000年任中天通信产业集团执行总裁，2005年任第一视频集团执行总裁，2006年，第一视频登陆港交所，她任第一视频集团首席运营官兼执行董事。